# Костиков В'ячеслав Васильович
В'ячеслав Васильович Костиков (нар. 24 серпня 1940, Москва) —  російський державний діяч, дипломат, журналіст и письменник.

## Біографія
1958—1961 — працював токарем.
1960—1991 — член КПРС.
1966 рік - закінчив  факультет журналістики  МДУ ім. М. В. Ломоносова. Вільно володіє англійською та французькою мовами.
1966—1967 — перекладач з англійської мови в Індії.
З 1967 року - політичний оглядач  Агентства друку «Новини» (АПН)
1968 рік - закінчив журналістський курс в Шеффілдському університеті (Велика Британія).
1972 рік - закінчив Академію зовнішньої торгівлі за фахом «економіст-міжнародник».
- 1972 - 1978 рр. - співробітник відділу інформації Секретаріату ЮНЕСКО в Парижі.
- 1978 - 1982 рр. - редактор, політичний оглядач АПН.
- 1982 - 1988 рр. - редактор відділу інформації Секретаріату ЮНЕСКО в Парижі.
- 1988 - 1992 рр. - редактор, політичний оглядач АПН.
- 1992 - 1995 рр. - прессекретар  Президента Російської Федерації[1][2].
- 1995 - 1996 рр. - Представник Російської Федерації при Ватикані і при  Мальтійському ордені

. Подав у відставку після скандалу, викликаного повідомленням про написання ним документальної книги про роботу з Президентом  Б. М. Єльциним. 
- З 1996 р - президент групи «МДМ», сформованої  банком «Московський діловий світ».
- 1997 - 2002 рр. - заступник генерального директора холдингу «Медіа-Міст» зі зв'язками з громадськістю.

В даний час - Директор центру стратегічного планування «Аргументи і Факти» (Москва).

## Дипломатичний ранг
Надзвичайний і повноважний посол (26 травня 1995)

## Твори
- Костиков В. В. Наследник. — М.: Советский писатель, 1985
- Костиков В. В. Мистраль. — М.: Международные отношения, 1988
- Костиков В. В. Мосты на левый берег. — М.: Московский рабочий, 1988
- Костиков В.В. Блеск и нищета номенклатуры. — М.: Правда, 1989. — 48 с. (Библиотека «Огонёк»)
- Костиков В. В. Не будем проклинать изгнанье... (Пути и судьбы русской эмиграции). — 100 000 прим. — ISBN 5-7133-0207-5. (в пер.)
- Костиков В. В. Вернисаж. — М.: Советский писатель, 1990.
- Костиков В. В. Сумерки свободы. — М.: Огонек, 1991. — 48 с. (Библиотека «Огонёк»).
- Костиков В. В. Диссонанс Сирина. — М.: Новости, 1992.
- Костиков В. В. Диссонанс Сирина. — М.: ИПФ «Россия», 1993.
- Костиков В. В. Последний пароход. — М.: Международные отношения, 1993\
- Костиков В. В. Не будем проклинать изгнанье... (Пути и судьбы русской эмиграции). — 1 000 прим.
- Костиков В. В. Дни лукавы. — М.: Художественная литература, 1995.
- Костиков В. В. Роман с президентом. — 15 000 прим. — ISBN 5-7027-0459-2. (в пер.)